# Пакистано-швейцарские отношения
Пакистан и Швейцария поддерживают двусторонние отношения. У Пакистана есть посольство в Берне, тогда как у Швейцарии есть посольство в Исламабаде, генеральное консульство в Карачи и почётное консульство в Лахоре.

## Двусторонние соглашения
Пакистан и Швейцария подписали несколько соглашений, в том числе соглашение о взаимном поощрении и защите инвестиций, избежании двойного налогообложения, воздушном сообщении, техническом и научном сотрудничестве.

## Экономические отношения

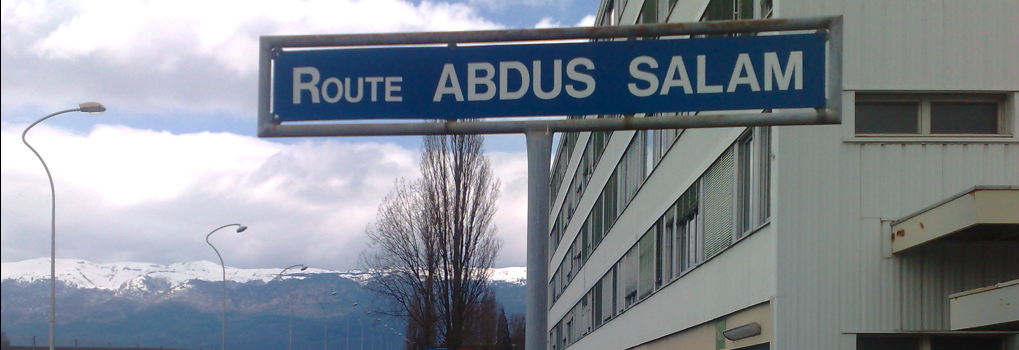
Дорога, названная в честь пакистанского ученого Абдуса Салама в ЦЕРНе, Женева.

Обе страны связывают более шести десятилетий дружбы и тесного сотрудничества в нескольких областях. Швейцария занимает пятое место по объему прямых иностранных инвестиций (ПИИ) в Пакистан и является надёжным торговым партнером. Многонациональные компании со штаб-квартирой в Швейцарии инвестировали 1,2 миллиарда долларов в Пакистан в различные сектора, включая пищевую промышленность, фармацевтику, химическую промышленность, машиностроение, банковское дело, таким образом обеспечив работой более 10 000 пакистанцев. В Карачи открыт Швейцарский деловой совет. В настоящее время в ЦЕРНе в Женеве работает небольшое количество пакистанских ученых.

## Швейцарские пакистанцы
Пакистанцы составляют одну из крупнейших иммигрантских общин в Швейцарии, насчитывающую около 3000 человек, проживающих преимущественно в Цюрихе, Базеле и Берне.

## Белуджистанские плакаты
В сентябре 2017 года плакаты с надписью «Свободный Белуджистан» были размещены в некоторых частях Женевы. Плакаты, похоже, спонсировались группой изгнанных белуджских сепаратистов, имеющих доказанные связи с Освободительной армией Белуджистана (ОАБ). ОАБ признаётся как террористическая организация Пакистаном, Великобританией, США и другими странами. Плакаты вызвали резкое осуждение со стороны Исламабада, который вызвал посла Швейцарии для подачи протеста и призвал местные власти расследовать инцидент, принять меры против сообщников и предотвратить повторение инцидента в будущем. Постоянный представитель Пакистана при Организации Объединенных Наций в Женеве Фарух Амил в письме швейцарским властям добавил, что «использование швейцарской земли террористами и воинствующими сепаратистами для гнусных замыслов против Пакистана и его 200-миллионного населения совершенно неприемлемо» и было предметом «серьёзного беспокойства».